# Suite française (film)
Suite française is een romantisch oorlogsdrama uit 2014 van regisseur Saul Dibb. De film is gebaseerd op de gelijknamige roman (Nederlandse titel: Storm in juni) van schrijfster Irène Némirovsky. De hoofdrollen worden vertolkt door Michelle Williams, Matthias Schoenaerts en Kristin Scott Thomas.

## Verhaal
De film speelt zich af in Bussy, een gemeente in de buurt van Parijs. In het door de nazi's bezette Frankrijk wacht Lucille Angellier samen met haar dominante schoonmoeder op nieuws van haar echtgenoot, die een krijgsgevangene is. Wanneer Duitse soldaten in het dorp arriveren, krijgen Lucille en haar schoonmoeder in hun woning het gezelschap van officier Bruno von Falk. Hoewel Lucille aanvankelijk probeert de aanwezigheid van de Duitse soldaat te negeren, ontwikkelt ze na verloop van tijd gevoelens voor hem. Ondertussen beweegt een en ander in het dorp: de vooroorlogse sociale verhoudingen gaan aan het wankelen. In het Franse dorp maken de inwoners verschillende keuzes in hun houding tegenover de Duitse bezetter.

## Rolverdeling
| Acteur               | Personage         | Opmerking             |
| -------------------- | ----------------- | --------------------- |
| Michelle Williams    | Lucille Angellier |                       |
| Kristin Scott Thomas | Madame Angellier  | Lucilles schoonmoeder |
| Matthias Schoenaerts | Bruno von Falk    | Oberleutnant          |
| Sam Riley            | Benoit Labarie    |                       |
| Ruth Wilson          | Madeleine Labarie |                       |
| Margot Robbie        | Celine Joseph     |                       |
| Lambert Wilson       | De Montmort       | Burggraaf             |
| Harriet Walter       | Burggravin        |                       |
| Clare Holman         | Marthe            |                       |
| Tom Schilling        | Kurt Bonnet       | Oberleutnant          |
| Alexandra Maria Lara | Leah              | Anna's moeder         |
| Eileen Atkins        | Denise Epstein    | onvermeld             |
| Eric Godon           | Joseph            |                       |
| Deborah Findlay      | Madame Joseph     |                       |
| Diana Kent           | Madame Michaud    |                       |
| Heino Ferch          | Duitse majoor     |                       |
| Paul Ritter          | Dubois            |                       |
| Themis Pauwels       | Anna              |                       |
| Cédric Maerckx       | Gaston Angellier  |                       |
| Vincent Doms         | Jonge priester    |                       |
| Mellanie Hubert      | Kayla             |                       |

## Productie
Irène Némirovsky werkte aan een reeks van vijf novelles toen ze in 1942 om het leven kwam in het concentratiekamp van Auschwitz. Een manuscript van de eerste twee novelles bleef bewaard, maar werd pas in 1998 ontdekt door de dochters van Némirovsky. Zij brachten de verhalen in 2004 uit onder de titel Suite française (Nederlandse titel: Storm in juni).
In november 2006 raakte bekend dat Universal Pictures de rechten op het boek had gekocht. Ronald Harwood, die in 2003 een Academy Award had gewonnen voor het scenario van The Pianist, werd toen genoemd als scenarist, terwijl Kathleen Kennedy en Frank Marshall als producenten bij het project bij betrokken waren. In 2007 verkreeg TF1 Droits Audiovisuels de rechten via uitgever Éditions Denoël, waarna Saul Dibb en Matt Charman werden aangesteld om het scenario te schrijven.
In oktober 2012 raakte bekend dat Michelle Williams onderhandelde over de hoofdrol in Suite Française. Enkele dagen later werd ook Kristin Scott Thomas aan de cast toegevoegd. In november 2012 berichtte het Britse dagblad Daily Mail dat Matthias Schoenaerts onderhandelde over de rol van Bruno von Falk. In 2013 werden ook Sam Riley, Alexandra Maria Lara, Ruth Wilson en Margot Robbie gecast.
Op 24 juni 2013 gingen de opnames van start. Er werd acht weken in België en acht dagen in Frankrijk (in de Franse gemeente Marville) gefilmd. De opnames eindigen op 2 september 2013.
Aanvankelijk werd de Franse filmcomponist Alexandre Desplat in dienst genomen om de soundtrack te componeren, maar hij werd uiteindelijk vervangen door Rael Jones.
Op 5 november 2014 ging de film in première op de American Film Market en kwam in 2015 in de bioscoopzalen.